# Abdulla Al Marzooqi
Abdulla Abdul Rahman Al Marzooqi (arabe : عبد الله المرزوقي) (né le 12 décembre 1980 à Bahreïn) est un joueur de football international bahreïnien, qui évolue au poste de défenseur.

## Biographie

### Carrière en sélection
Avec l'équipe de Bahreïn, il dispute 105 matchs (pour 10 buts inscrits) entre 2001 et 2013. Il figure notamment dans le groupe des sélectionnés lors des Coupe d'Asie des nations de 2007 et de 2011.